# Бегалієв Канатбек Кубатович
Канат Бегалієв  (кирг. Kanat Begaliyev, 14 лютого 1984) — киргизький борець греко-римського стилю, олімпійський медаліст.

## Спортивні результати на міжнародних змаганнях

### Виступи на Олімпіадах
| Змагання                    | Збірна     | Вагова категорія                 | Місце  |
| --------------------------- | ---------- | -------------------------------- | ------ |
| Літні Олімпійські ігри 2004 | Киргизстан | греко-римська боротьба, до 66 кг | 11     |
| Літні Олімпійські ігри 2008 | Киргизстан | греко-римська боротьба, до 66 кг | Срібло |

### Виступи на Чемпіонатах світу
| Змагання                        | Збірна     | Вагова категорія                 | Місце  |
| ------------------------------- | ---------- | -------------------------------- | ------ |
| Чемпіонат світу з боротьби 2003 | Киргизстан | греко-римська боротьба, до 66 кг | 18     |
| Чемпіонат світу з боротьби 2006 | Киргизстан | греко-римська боротьба, до 66 кг | Срібло |
| Чемпіонат світу з боротьби 2007 | Киргизстан | греко-римська боротьба, до 66 кг | 13     |
| Чемпіонат світу з боротьби 2009 | Киргизстан | греко-римська боротьба, до 74 кг | 28     |
| Чемпіонат світу з боротьби 2010 | Киргизстан | греко-римська боротьба, до 66 кг | 24     |
| Чемпіонат світу з боротьби 2011 | Киргизстан | греко-римська боротьба, до 66 кг | 8      |

### Виступи на Чемпіонатах Азії
| Змагання                       | Збірна     | Вагова категорія                 | Місце  |
| ------------------------------ | ---------- | -------------------------------- | ------ |
| Чемпіонат Азії з боротьби 2003 | Киргизстан | греко-римська боротьба, до 66 кг | Бронза |
| Чемпіонат Азії з боротьби 2007 | Киргизстан | греко-римська боротьба, до 66 кг | Золото |
| Чемпіонат Азії з боротьби 2008 | Киргизстан | греко-римська боротьба, до 66 кг | Срібло |
| Чемпіонат Азії з боротьби 2011 | Киргизстан | греко-римська боротьба, до 74 кг | 5      |

### Виступи на Азійських іграх
| Змагання           | Збірна     | Вагова категорія                 | Місце |
| ------------------ | ---------- | -------------------------------- | ----- |
| Азійські ігри 2006 | Киргизстан | греко-римська боротьба, до 66 кг | 7     |

### Виступи на інших змаганнях
| Змагання                                                         | Збірна     | Вагова категорія                 | Місце  |
| ---------------------------------------------------------------- | ---------- | -------------------------------- | ------ |
| Олімпійський кваліфікаційний турнір з боротьби 2004 (Новий Сад)  | Киргизстан | греко-римська боротьба, до 66 кг | 7      |
| Олімпійський кваліфікаційний турнір з боротьби 2004 (Ташкент)    | Киргизстан | греко-римська боротьба, до 66 кг | Бронза |
| Чемпіонат світу з боротьби серед студентів 2006                  | Киргизстан | греко-римська боротьба, до 66 кг | Бронза |
| Олімпійський кваліфікаційний турнір з боротьби 2008 (Роме-Остія) | Киргизстан | греко-римська боротьба, до 66 кг | Бронза |
| Кубок Ядегара Імама 2011                                         | Киргизстан | греко-римська боротьба, до 74 кг | 7      |
| Кубок Владислава Питласинські 2011                               | Киргизстан | греко-римська боротьба, до 66 кг | Бронза |
| Олімпійський кваліфікаційний турнір з боротьби 2012 (Астана)     | Киргизстан | греко-римська боротьба, до 66 кг | Бронза |
| Олімпійський кваліфікаційний турнір з боротьби 2012 (Тайюань)    | Киргизстан | греко-римська боротьба, до 66 кг |        |
| Олімпійський кваліфікаційний турнір з боротьби 2012 (Гельсінкі)  | Киргизстан | греко-римська боротьба, до 66 кг | Бронза |

### Виступи на змаганнях молодших вікових груп
| Змагання                                      | Збірна     | Вагова категорія                 | Місце  |
| --------------------------------------------- | ---------- | -------------------------------- | ------ |
| Чемпіонат Азії з боротьби серед юніорів 2002  | Киргизстан | греко-римська боротьба, до 63 кг | Срібло |
| Чемпіонат світу з боротьби серед юніорів 2003 | Киргизстан | греко-римська боротьба, до 66 кг | 11     |
| Чемпіонат світу з боротьби серед кадетів 1999 | Киргизстан | греко-римська боротьба, до 46 кг | 5      |
| Чемпіонат Азії з боротьби серед кадетів 2000  | Киргизстан | греко-римська боротьба, до 54 кг | Золото |
| Чемпіонат Азії з боротьби серед кадетів 2001  | Киргизстан | греко-римська боротьба, до 58 кг | Срібло |